# Hermann Pistor
Hermann Pistor (Sonneberg, 6 de setembro de 1875 – Jena, 2 de outubro de 1951) foi um matemático, físico e pedagogo alemão. Em razão de seus méritos no ensino na área de optometria é reconhecido na Alemanha como Nestor da moderna óptica do olho.

## Vida

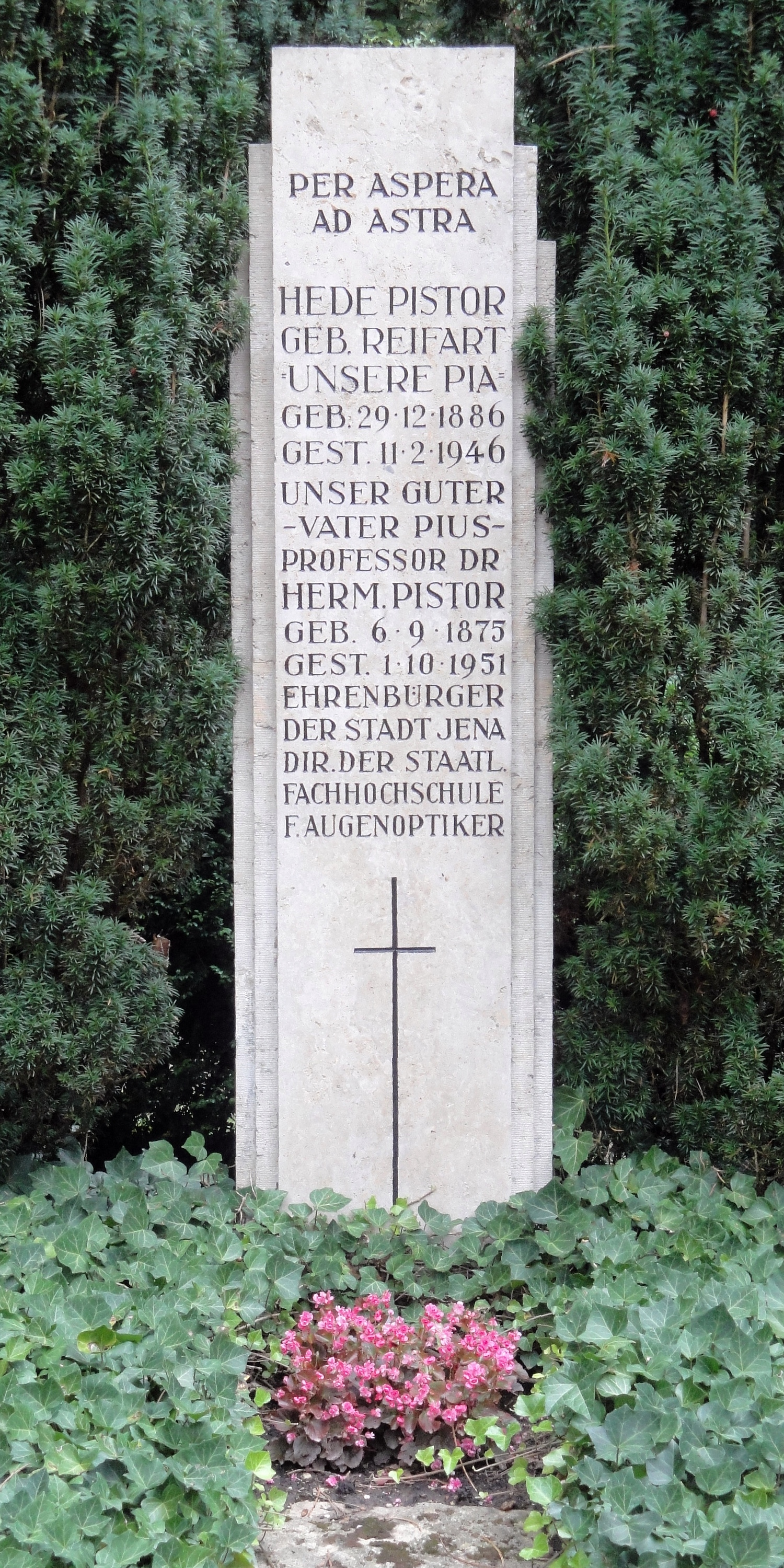
Sepultura de Hermann Pistor no Nordfriedhof em Jena

Hermann Pistor cresceu em Sonneberg no Ducado de Saxe-Meiningen, filho de um trabalhador em um armazém (empacotador em uma fábrica de brinquedos) de uma família modesta. Já na escola primária chamou a atenção sobre si mesmo pelo desempenho acima da média. Depois da escola primária frequentou até 1891 o seminário de formação de professores em Hildburghausen e depois trabalhou como professor em Gräfenthal e Sonneberg. Como elevadamente capacitado obteve férias em 1904, por iniciativa do governante, Jorge II, Duque de Saxe-Meiningen, para estudos científicos. Obteve o Abitur e estudou matemática, física e geografia na Universidade de Jena. Sua tese de doutorado discorreu sobre o sistema ferroviário da Floresta da Turíngia. Foi em seguida professor no Ginásio Real em Sonneberg e desenvolveu abordagens modernas no ensino de ciências, especialmente em matemática e física. Devido às suas excelentes capacidades de ensino e conhecimento científico, foi nomeado em 1918 como professor na construção da "Escola de Especialidade em Óptica do Olho"" (em alemão:  "Fachschule für Augenoptik") em Jena. Em 1919 tornou-se diretor da escola recém-inaugurada e no mesmo ano nomeado professor. "Além de suas atividades de gestão Hermann Pistor envolveu-se em Jena também profissionalmente com a optometria, ciência do erro refrativo e sua correção. Estes incluem a ótica biológica e física. Os fundamentos para a educação profissional e superior no campo da optometria foram amplamente desenvolvidos na Alemanha por Hermann Pistor".
No Nordfriedhof de Jena está localizada sua sepultura simples, mantida pela maçonaria.